# 阿尔夸塔-斯克里维亚
阿尔夸塔-斯克里维亚（義大利語：Arquata Scrivia），是意大利亚历山德里亚省的一个市镇。总面积23.36平方公里，人口6165人，人口密度263.9人/平方公里（2009年）。ISTAT代码为006009。